# The Lawrence Arms
The Lawrence Arms sind ein Punkrock-Trio aus Chicago, das im Jahr 1999 gegründet wurde. Es gilt als die Nachfolgeband der ebenfalls aus Chicago stammenden Band The Broadways, in denen zwei der heutigen Lawrence-Arms-Mitglieder gespielt haben (Kelly und McCaughan). Den Namen hat die Band von einem baufälligen Gebäude aus der Lawrence Avenue, das im ehemaligen Wohnviertel von Kelly und McCaughan in Chicago liegt und in welchem sie auch früher gelebt haben.

## Besetzung
Die Besetzung von Lawrence Arms hat sich über die Jahre nie geändert, was eher untypisch für Punkbands ist. Seit der Gründung besteht die Band aus Brendan Kelly (Bass und Gesang), Chris McCaughan (Gitarre und Gesang) und Neil Hennessy (Schlagzeug).

## Gesang und Texte
Die Gesangseinlagen teilen sich auf zwischen Kelly und McCaughan, wobei jeder der beiden einen sehr eigenen Stil hat. Während Kelly die aggressiveren und schnelleren Lieder singt, werden von McCaughan die etwas ruhigeren und oft melancholischeren Lieder übernommen.
Oh! Calcutta! bricht mit dieser Aufteilung, indem Kelly und McCaughan nahezu alle Stücke des Albums gemeinsam singen. Die Texte, die von Kelly und McCaughan stammen, handeln oft von Alkohol, Erfahrungen mit ihrer Heimatstadt Chicago oder Freundschaft und dem, was damit verbunden ist. Ein Markenzeichen sind zahlreiche popkulturelle Querverweise, die im Booklet zu The Greatest Story Ever Told gar einen eigenen Appendix haben. Das Album Metropole ist ein loses Konzeptalbum und hat das Lebensgefühl in einer Großstadt als übergeordnetes Thema.

## Nebenprojekte
Kelly und Hennessy gehören seit 2004 neben Dan Andriano von Alkaline Trio und dem ehemaligen Rise-Against-Mitglied Todd Mohney dem Projekt The Falcon an, welches nach einer 5-Song-EP („God don't make no trash -or- Up your ass with broken glass“) im September 2006 ihr erstes reguläres Album („Unicornography“, ohne Mohney) auf dem Label Red Scare veröffentlicht hat. 2016 erscheint ein Nachfolger („Gather Up The Chaps“) mit Dave Hause als zweitem Gitarristen. Ferner ist McCaughan als Singer/Songwriter unter dem Pseudonym Sundowner tätig und stellt Songs auf zum Probehören zur Verfügung. Im Frühjahr 2007 erschien sein erstes Soloalbum „Four One Five Two“ in Kooperation mit der Cellistin Jenny Choi ebenfalls auf Red Scare. Hennessy widmet sich im Gegensatz zu seinen Bandkollegen eher der Aufnahme und dem Producing verschiedener Bands. Seit 2022 spielt Hennessy gemeinsam mit Brian Moss und Paul Lask (beide früher bei The Ghost) in der Band Strategies.

## Diskografie
- 1999: A Guided Tour Of Chicago (Asian Man Records)
- 2000: Ghost Stories (Asian Man Records)
- 2001: Present Day Memories / The Chinkees (Split-EP, Asian Man Records)
- 2001: The Lawrence Arms / Shady View Terrace (Split-EP, Asian Man Records)
- 2002: Apathy And Exhaustion (Fat Wreck Chords)
- 2003: The Greatest Story Ever Told (Fat Wreck Chords)
- 2005: Cocktails and Dreams (Asian Man Records)
- 2006: Oh! Calcutta! (Fat Wreck Chords)
- 2009: Buttsweat and Tears (Fat Wreck Chords)
- 2014: Metropole (Epitaph Records)
- 2020: Skeleton Coast (Epitaph Records)

## Videos
- 1998: An Evening of Extraordinary Circumstance (von A Guided Tour of Chicago)
- 2003: Porno And Snuff Films (von Apathy and Exhaustion)
- 2006: The Devil's Takin' Names (von Oh! Calcutta!)